# Julio Faria
Julio Faria – portugalski rugbysta, pięciokrotny reprezentant Portugalii w rugby union mężczyzn.
Jego pierwszym meczem w reprezentacji było spotkanie z Hiszpanią, które zostało rozegrane 26 marca 1967 w Lizbonie. Ostatni raz w reprezentacji zagrał 12 maja 1968 z Włochami w Lizbonie.